# Arkoudi (Grecia)
Arkoudi (greacă Αρκούδι) este un oraș în Grecia în prefectura Elida.